# Rover (rymdfart)

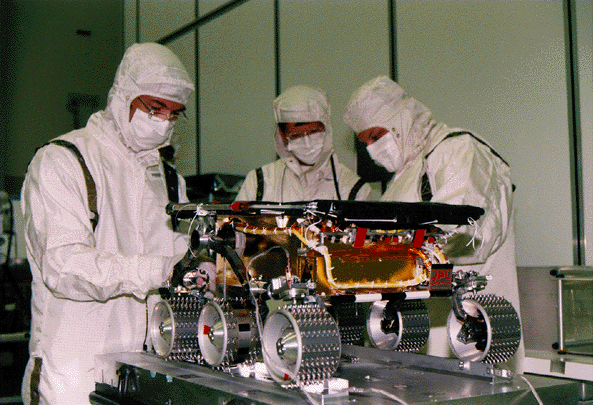
Rovern Sojourner som ingick i Mars Pathfinder

En rover eller strövare är inom rymdfarten en bemannad eller obemannad motoriserad landfarkost som används till att utforska främmande himlakroppar. Hittills har rovrar skickats till månen av Kina, USA och Sovjet. USA har skickat rovrar även till Mars. De vanligaste energikällorna för en rover är solceller eller radioisotopgeneratorer. Den första obemannade rovern var den sovjetiska Lunochod 1 som skickades till månen med en Protonraket 1970. Senare började NASA också skicka ut obemannade rovrar, men då var det Mars som gällde. De skickade testrovern Sojourner till Mars ombord på landaren Mars Pathfinder. 2004 landade två större rovrar, Spirit och Opportunity, på Mars, och 2012 landade den då största rovern Curiosity på Mars. År 2021 blev Perseverance den största strövaren hittills på Mars. Tidigare hade USA skickat bemannade landfarkoster till månen. Dessa månbilar kallades för "Moon buggies", med det korrekta namnet Lunar Roving Vehicle (LRV). Den första månbilen var farkosten som framfördes på månen den 31 juli 1971 efter att Apollo 15 hade landat på månen dagen innan.

## Lista

### Månen
- Lunochod 1
- Lunochod 2
- Yutu
- Yutu 2

### Mars
- Mars 2 Prop-M rover, 1971
- Mars 3 Prop-M rover, 1971
- Sojourner, Mars Pathfinder, 4 juli 1997
- Spirit, Mars Exploration Rover, 4 januari 2004
- Opportunity, Mars Exploration Rover, 25 januari 2004
- Curiosity (Mars Science Laboratory), 6 augusti 2012
- Perseverance
- Zhurong

- Rosalind Franklin, ESA